# Bệnh viêm não tủy rải rác cấp tính
Bệnh viêm não tủy rải rác cấp tính (acute disseminated encephalomyelitis - ADEM), là một bệnh hiếm tự miễn dịch đặc trưng bằng một cuộc tấn công trên diện rộng đột ngột của chứng viêm trong não và tủy sống. Cùng với việc khiến não và tủy sống bị viêm, ADEM cũng tấn công các dây thần kinh của hệ thần kinh trung ương và làm hỏng lớp cách ly myelin của chúng, do đó, phá hủy chất trắng. Nó thường được kích hoạt sau khi bệnh nhân đã nhận được một virus lây nhiễm hoặc trong trường hợp hiếm hơn là do tiêm chủng không thường xuyên loại đặc biệt.
Các triệu chứng của ADEM giống với các triệu chứng của bệnh xơ cứng rải rác (MS), do đó, chính căn bệnh này được sắp xếp vào phân loại của các bệnh biên giới đa xơ cứng. Tuy nhiên, ADEM có một số tính năng phân biệt nó với MS. Không giống như MS, ADEM thường xảy ra ở trẻ em và được đánh dấu bằng sốt nhanh, mặc dù thanh thiếu niên và người lớn cũng có thể mắc bệnh. ADEM bao gồm một lần bùng phát trong khi MS được đánh dấu bằng một vài lần bùng phát (hoặc tái phát), trong một khoảng thời gian dài. Tái phát sau ADEM được báo cáo ở một phần tư số bệnh nhân, nhưng phần lớn các bài thuyết trình 'đa nhân' sau ADEM có thể đại diện cho MS. ADEM cũng được phân biệt bởi sự mất ý thức, hôn mê và tử vong, rất hiếm gặp ở MS, ngoại trừ trong trường hợp nghiêm trọng.
Nó ảnh hưởng đến khoảng 8 trên 1.000.000 người mỗi năm. Mặc dù nó xảy ra ở mọi lứa tuổi, hầu hết các trường hợp được báo cáo là ở trẻ em và thanh thiếu niên, với độ tuổi trung bình khoảng 5 đến 8 tuổi. Bệnh ảnh hưởng đến nam và nữ gần như bằng nhau. ADEM cho thấy sự thay đổi theo mùa với tỷ lệ mắc cao hơn trong các tháng mùa đông và mùa xuân có thể trùng với nhiễm virus cao hơn trong những tháng này. Tỷ lệ tử vong có thể lên tới 5%; tuy nhiên, sự phục hồi hoàn toàn được nhìn thấy trong 50 đến 75% các trường hợp có tỷ lệ sống sót tăng lên đến 70 đến 90% với các số liệu bao gồm cả khuyết tật nhỏ. Thời gian trung bình để phục hồi sau đợt bùng phát ADEM là từ một đến sáu tháng.